# Palavea
Palavea es un barrio de la parroquia de Elviña, en la ciudad de La Coruña. Esta entre la Autopista AP-9, la Nacional 550 y la carretera regional AC-173; y entre los lugares de Fontaíña, Santa Gema y Río de Quintas. Tiene 1.477 habitantes en 2020

## Arquitectura
El antiguo pueblo de Palavea desapareció debido a la extensión urbana. Al E de Alcampo, se encuentran el Grupo de viviendas de Santa Cristina, unos edificios de color blanco y tejado negro. Estos edificios fueron construidos durante la década de los 50 por órdenes de Francisco Franco, y eran viviendas de protección oficial. 

## Naturaleza
Al S de Palavea, hay un camino que sube al pueblo de A Corveira. Nada más llegar arriba, hay unas vistas de la ría de O Burgo, el concejo de La Coruña, y el concejo vecino de Culleredo.
Desde el pueblo, se sale 2 rutas; una ruta a bici que recorre la parte S de la Ría de O Burgo; y la otra, la más destacable. Una ruta a pie que sube a los montes de Castiñeira, que se puede admirar vistas de la ciudad de la Coruña

## Economía y servicios
Se asienta al O del pueblo, el Centro Comercial de Palavea, y que pertenece a la empresa de Alcampo. Palavea ya no tiene un banco de la Caixa. Su economía se basa solo en la hostelería. En el barrio se encuentra la Asociación vecinal "Os nosos lares" de Palavea